# Alophia silvestris
Alophia silvestris es una especie herbácea, bulbosa, perteneciente a la familia de las iridáceas. Es originaria del sur de México hasta Costa Rica.

## Descripción
Son plantas que alcanzan los 15–30 cm de alto. Con hojas 1 o 2 basales, más o menos de la misma longitud que los tallos, angostamente lanceoladas a lineares, de 2–10 mm de ancho, la hoja caulinar más corta y solitaria. Tallo florífero ramificado o a veces simple; con espatas de 2–2.5 cm de largo, las exteriores 1/2–2/3 de la longitud de las internas, flores azul-moradas, más pálidas en el centro con manchas obscuras; los tépalos desiguales, los exteriores de 1.6 cm de largo y de 1 cm de ancho, los internos de 1.3 cm de largo y 6–8 mm de ancho; filamentos 2.5–3 mm de largo, libres o completamente unidos, anteras de 3 mm de largo; estilo dividiéndose a la altura de la mitad de la antera, ramas recurvadas de 3 mm de largo. Cápsula obovoide-truncada, de 8–10 mm de largo; semillas angular-globosas.

## Distribución y hábitat
Es una especie rara que se encuentra en sabanas, Y bosques abiertos de la zona atlántica; a una altitud de 10–100 metros; florece y fructifica en julio–octubre. Se distribuye de México a Costa Rica por Honduras y Nicaragua.

## Taxonomía
Alophia silvestris fue descrita por (Loes.) Goldblatt  y publicado en Brittonia 27: 384. 1975[1976].
Sinonimia
- Nemastylis silvestris Loes., Repert. Spec. Nov. Regni Veg. 16: 200 (1919).
- Eustylis silvestris (Loes.) Ravenna, Bonplandia (Corrientes) 2: 280 (1968).
- Nemastylis bequaertii Standl., J. Arnold Arbor. 11: 47 (1930).
- Eustylis rotacea Ravenna, Bonplandia (Corrientes) 2: 279 (1968).
- Alophia rotacea (Ravenna) Goldblatt, Brittonia 27: 384 (1975 publ. 1976).[2]